# 2006 BA (planetka)
2006 BA je planetka Apollonovy skupiny, patřící současně mezi objekty pravidelně se přibližující k Zemi (NEO). Její dráha dosud není definitivně stanovena, proto jí nebylo dosud přiděleno katalogové číslo.

## Popis objektu
Vzhledem k tomu, že byla pozorována pouze po dobu tří dní během mimořádného přiblížení k Zemi, nestihli astronomové provést spektroskopický výzkum. Proto o jejím chemickém složení není nic známo. Její průměr je odhadován na základě hvězdné velikosti a protože není známo ani albedo jejího povrchu, je proto značně nejistý.

## Historie
Planetka byla poprvé pozorována 18. ledna 2006 kolem 05:41 světového času (UTC) 68centimetrovým Schmidtovým dalekohledem na Steward Observatory Catalina Station 20 km severovýchodně od Tucsonu, AZ (USA) v rámci programu Catalina Sky Survey. Operátorem automatického vyhledávacího systému byl R. A. Kowalski. O čtyři dny později, 22. ledna v 03:15 UTC, prolétla v minimální vzdálenosti 509 tisíc kilometrů od středu Země, o necelou polovinu dále, než obíhá Měsíc, a opět se vzdálila do meziplanetárního prostoru. Byla pozorována na řadě dalších observatoří, naposledy 21. ledna 2006 v 00:49 UTC.
V minulosti prolétla již několikrát v blízkosti Země, naposledy v roce 2000, kdy ji minula v bezpečné vzdálenosti 7,5 milionu kilometrů. Vzhledem k malým rozměrům tehdy unikla objevení.

## Výhled do budoucnosti
Planetka se nyní stále přibližuje ke Slunci a dosáhne perihelu svoji dráhy 18. března 2006. Těleso se sice bude opakovaně přibližovat k Zemi, ale po zbytek tohoto století nás během celkem jedenácti průletů neohrozí, dokonce se nepřiblíží nikdy tak blízko, jako se to stalo v lednu 2006. K nejtěsnějšímu průletu v tomto století má dojít 20. června 2051, kdy nás mine ve vzdálenosti 4,9 mil. km.
Na základě dosavadních výpočtů dráhy se nemůže k Zemi ani ve vzdálené budoucnosti přiblížit více než na půl milionu kilometrů. Proto nebyla zařazena do seznamu potenciálně nebezpečných objektů (PHA).